# Głupiów
Głupiów – kolonia wsi Przybyszowy w Polsce położona w województwie świętokrzyskim, w powiecie koneckim, w gminie Końskie.
Prywatna wieś szlachecka, położona była w drugiej połowie XVI wieku w powiecie opoczyńskim województwa sandomierskiego. W latach 1975–1998 kolonia administracyjnie należała do województwa kieleckiego.
Przez miejscowość przepływa rzeczka Wąglanka, lewobrzeżny dopływ Drzewiczki.
Wierni Kościoła rzymskokatolickiego należą do parafii św. Anny w Bedlnie.

## Historia
Historia wsi sięga  XVI wieku - z 1577 roku pochodzi zapis, Przybyszowy, [w:] Słownik geograficzny Królestwa Polskiego, t. IX: Pożajście – Ruksze, Warszawa 1888, s. 205. z Głupiówem, w parafii Bedlno, własność Waleriana Jeżowskiego.
W wieku XIX wieku była to osada włościańska w powiecie opoczyńskim, gminie Sworzyce, parafia Bedlno.

W roku 1827 w osadzie było 5 domów, 56 mieszkańców z gruntem 46 mórg..